# Banco Nacional de Rumania

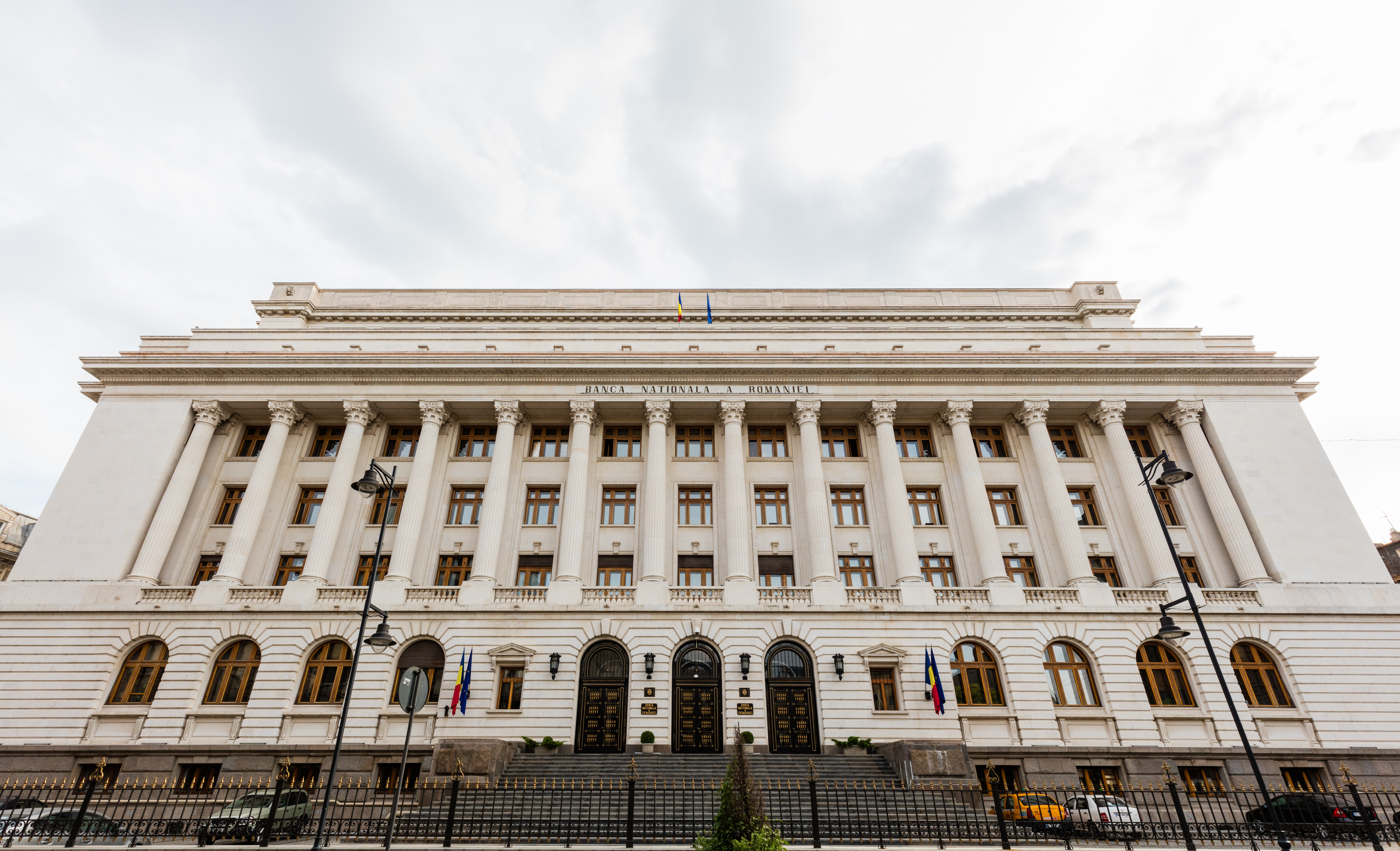

El Banco Nacional de Rumania (en rumano: Banca Naţională a României, BNR) es el banco central de Rumanía y fue establecido en abril de 1880. Se encuentra en la capital, Bucarest. El primer gobernador del banco fue Eugeniu Carada; el presente gobernador es Mugur Isărescu. 

## Historia
En 1916, durante la invasión de las Potencias Centrales, los valores del Banco Nacional de Rumanía, junto con otros con otros objetos de valor (el tesoro rumano) fueron enviados a Moscú para su custodia, pero nunca fueron devueltos (excepto el tesoro Pietroasele - actualmente en exposición en el Museo Nacional de Historia de Rumania -, la colección numismática del Banco Nacional, y algunas pinturas y archivos).
El 28 de julio de 1959, un grupo armado de seis judíos rumanos, miembros del aparato de Partido Comunista de Rumanía (la banda de Ioanid: Alexandru Ioanid, Paul Ioanid, Igor Sevianu, Mónica Sevianu, Saşa Muşat y Haralambie Obedeanu) fueron acusados de haber robado un vehículo blindado del Banco Nacional de Rumania 1.600.000 lei (cerca de $250.000 dólares en precios de 1959). Se trató del robo bancario más famoso en el Bloque del Este. Más allá de las acusaciones por motivos ideológicos, durante el juicio no se dieron las razones para las acusaciones del robo, o para que el grupo de Ioanid lo cometiera. Aunque el dinero sustraído era en lei, una moneda que en ese momento no podía ser cambiada por ninguna moneda fuerte internacional, durante el juicio, los acusados fueron acusados de intentar donar el dinero a organizaciones sionistas para que enviaran judíos rumanos a Israel. Estos aspectos, junto con los numerosos casos de sentencias con falsas acusaciones, han llevado a la mayoría a dudar de que el robo tuviera lugar, o que estuviera a cargo de los enjuiciados.

## Arquitectura

### El antiguo palacio del BNR

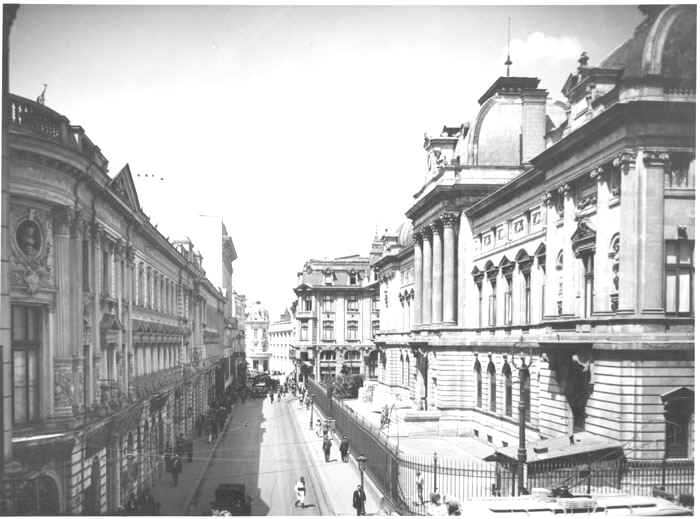
La sede del Banco Nacional de Rumania en la década de 1920 (calle Lipscani).

La sede del Banco Nacional de Rumania con la vista de la calle Lipscani es uno de los edificios bancarios más imponentes y masivos en Rumania. En la actualidad, en un edificio histórico, y un monumento artístico protegido. Fue erigido en el lugar de una antigua posada construida por Şerban Cantacuzino (1678-1688).
El 26 de febrero de 1882, a los arquitectos Cassien Bernard y Albert Galleron se les asignó la tarea del proyecto del Palacio del BNR. La construcción del edificio, en estilo ecléctico de finales del siglo XIX, con algunos elementos neoclásicos, se prolongó desde el 12 de julio de 1884 (cuando se puso la primera piedra) hasta junio de 1890 bajo la dirección del ingeniero arquitecto Nicolae Cerchez asistido por el arquitecto E. Băicoianu.

### El nuevo Palacio del BNR
Con la fachada en la calle Doamnei, la nueva ala del Palacio del BNR fue construida durante la II Guerra Mundial, tras poner la primera piedra en 1937. La construcción se llevó a término entre 1942-1944 bajo la dirección del arquitecto Ion Davidescu asistido por otros dos arquitectos, Radu Dudescu y N. Creţoiu.
El edificio es emblemático del estilo neoclásico con influencias racionalistas que prevalecieron en el periodo de entreguerras. Impresiona por su monumental escalera de granito, las enormes columnas corintias formando la fachada, y las grandes salas revistadas de mármol en el interior del edificio.

## Responsabilidades
Las principales tareas de Banco Nacional de Rumania son las siguientes:
1. definir e implementar la política monetaria y la política de intercambio de divisas;
2. dirigir la autorización, regulación y supervisión de las instituciones de crédito y promover y supervisar el buen funcionamiento de los sistemas de pago con el fin de garantizar la estabilidad financiera;
3. emitir billetes y monedas de curso legal en el territorio de Rumania;
4. establecer el régimen del tipo de cambio y supervisar su cumplimiento;
5. gestionar las reservas oficiales de Rumania.